# Křížlice
Křížlice jsou vesnice, část obce Jestřabí v Krkonoších v okrese Semily. Nachází se asi šest kilometrů severně od města Jilemnice.
Křížlice je také název katastrálního území o rozloze 4,63 km².
Ve vsi sídlí římskokatolická farnost a farní sbor Českobratrské církve evangelické.

## Historie
První písemná zmínka o vesnici pochází z roku 1492.

## Pamětihodnosti
- Katolický farní kostel svatého Jana Křtitele v empírovém slohu z roku 1814 s farou
- Vodní mlýn Mikoláškův čp. 33
- Evangelický kostel a hřbitov v Křížlicích

## Rodáci
- Jaroslav Lebeda (1910–1944), pedagog, akademický malíř, grafik, ilustrátor učebnic a knih pro mládež a redaktor dětského časopisu
- Ladislav Havlíček (1900–1976), kriminalista, strážmistr Československého četnictva, zakladatel mechanoskopie, který posléze emigroval do Spojených států

## Galerie

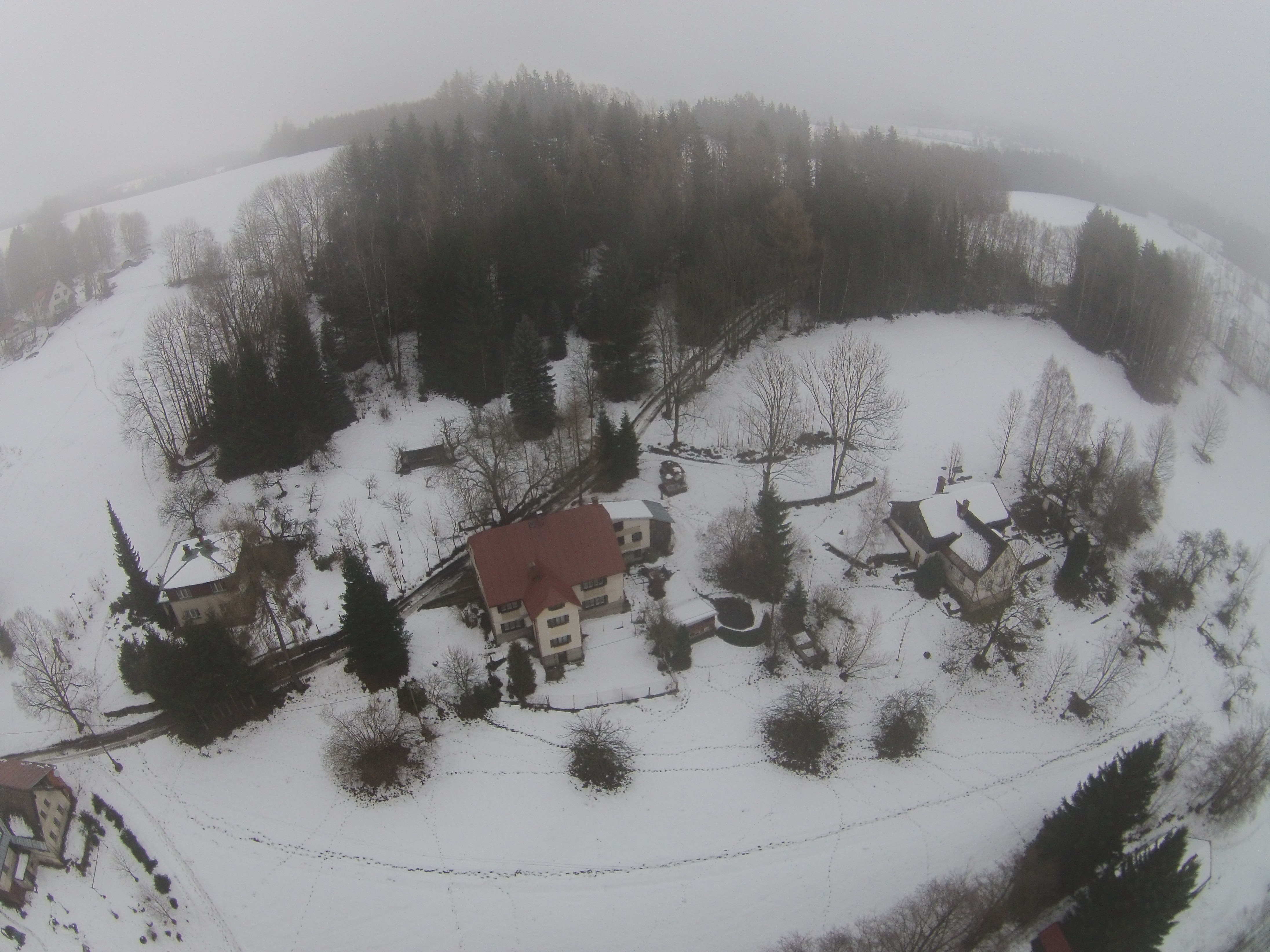
Domy z ptačí perspektivy
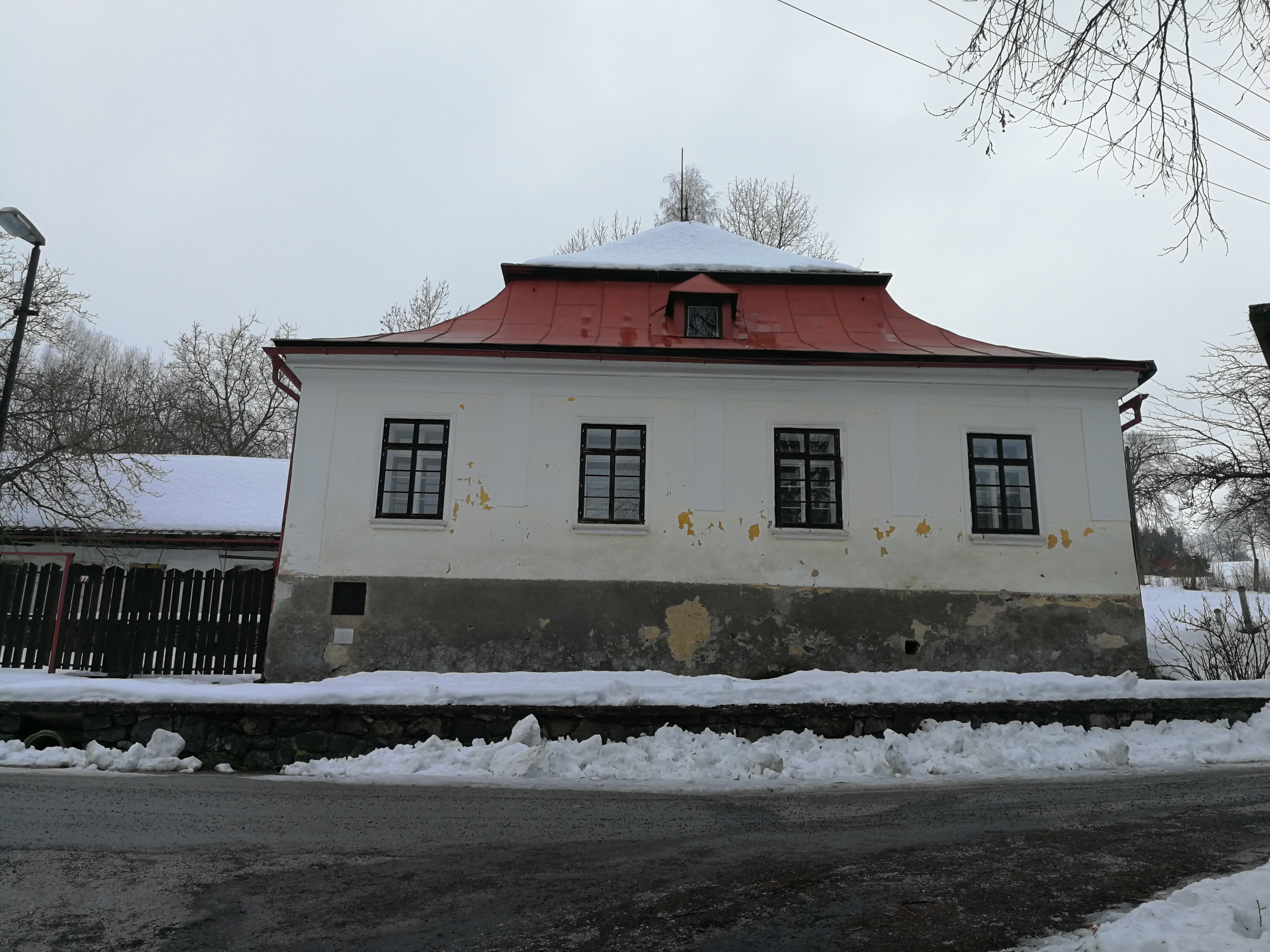
Fara
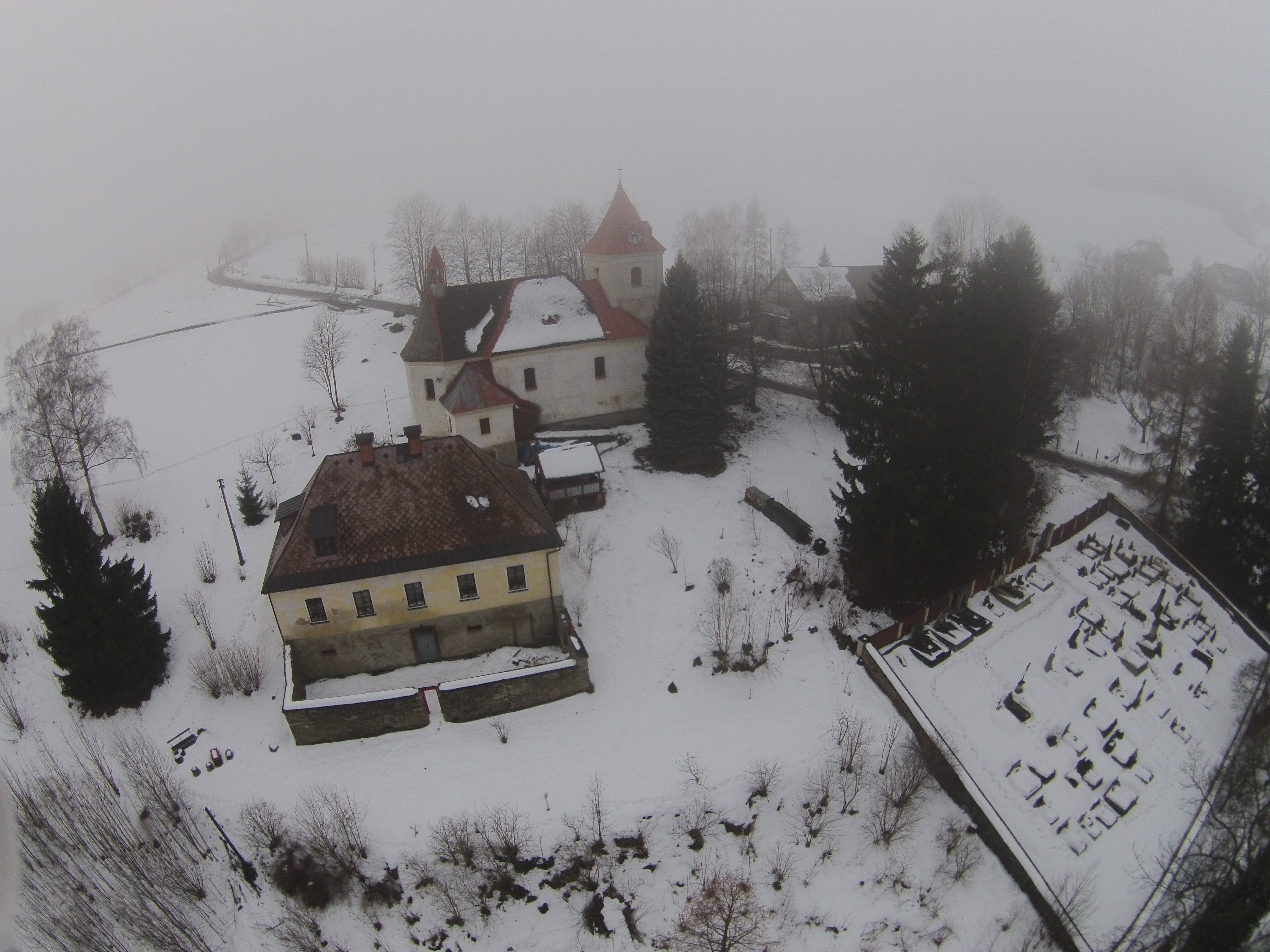
Kostel a hřbitov z ptačí perspektivy
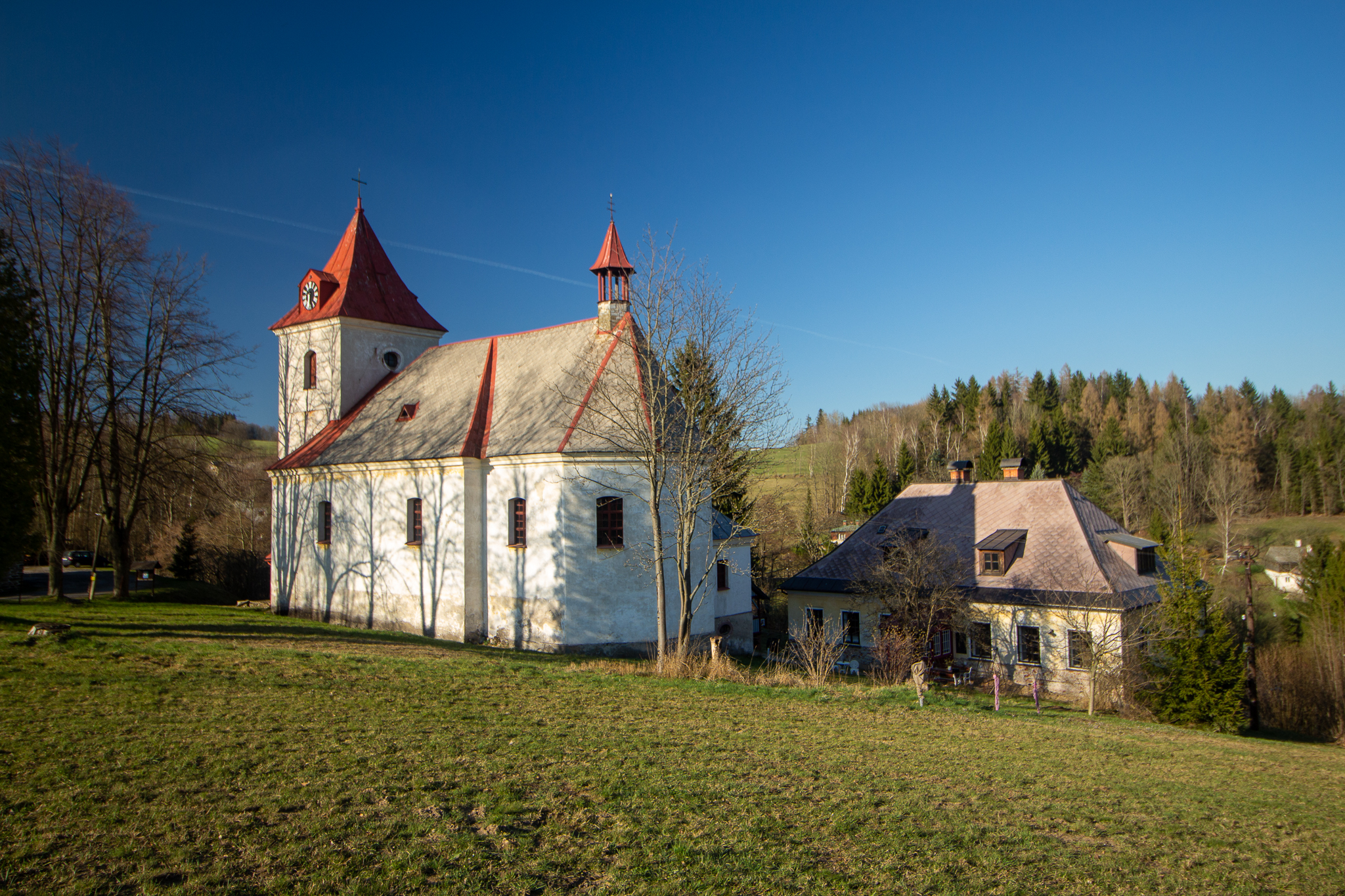
Kostel sv. Jana s farou